# Novartis
Novartis International AG è un'azienda multinazionale svizzera originaria di Basilea che opera nel settore farmaceutico. Per fatturato 2021, tra le aziende farmaceutiche Novartis si è classificata quinta con un fatturato di $51.63 miliardi di dollari. È quotata al New York Stock Exchange e allo Swiss Market Index.
Le attività di Novartis sono suddivise in tre divisioni operative: Pharmaceutical, Oncology e Sandoz (generici). Produce tra gli altri i farmaci clozapina (Clozaril), diclofenac (Voltaren), carbamazepina (Tegretol), valsartan (Diovan), imatinib mesilato (Gleevec / Glivec), ciclosporina (Neoral / Sandimmun), letrozolo (Femara), metilfenidato (Ritalin), terbinafina (Lamisil), Sacubitril/Valsartan (Entresto), Inclisiran (Leqvio).

## Struttura Aziendale
Novartis AG è una holding svizzera quotata in borsa che opera attraverso il Gruppo Novartis. Novartis AG possiede, direttamente o indirettamente, tutte le società in tutto il mondo che operano come filiali del Gruppo Novartis.
Le attività di Novartis sono suddivise in tre divisioni operative: Innovative Medicine, Sandoz (generics) e Alcon (eyecare). Il 12 Aprile 2019 Novartis ha dato origine ad Alcon in una società separata. La divisione Innovative Medicines comprende due business unit: Novartis Pharmaceuticals e Novartis Oncology. Novartis opera direttamente e attraverso filiali in paesi di tutto il mondo, ciascuno dei quali rientra in una delle divisioni che Novartis classifica seguendo una delle seguenti funzioni: "Holding / Finanza: l'entità è una holding e / o svolge funzioni finanziarie per il Gruppo; Vendite: l'entità svolge attività di vendita e marketing per il Gruppo; Produzione: l'entità svolge attività di produzione e / o produzione per il Gruppo; e Ricerca: l'entità svolge attività di ricerca e sviluppo per il Gruppo ".
Fino al 2021, Novartis AG deteneva inoltre il 33,3% delle azioni di Roche. Novartis possedeva anche il 24,9% di Idenix Pharmaceuticals prima della sua vendita a Merck & Co, Inc. Novartis ha anche due importanti accordi di licenza con Genentech, una consociata di Roche. Un accordo è per Lucentis; l'altro è per Xolair, entrambi mercati Novartis al di fuori degli Stati Uniti.
Novartis ha istituito un centro multifunzionale a Hyderabad, India, per molte delle sue attività di ricerca e sviluppo, sviluppo clinico, scrittura medica e funzioni amministrative. Il centro servizi globale è iniziato nel 2001 con 17 persone; Hyderabad è stata scelta da un elenco di 23 città, tra cui Pune, Chennai and Gurgaon. Il centro supporta le operazioni del maggiore farmaceutico nei settori farmaceutico (Novartis), cura degli occhi (Alcon) e farmaci generici (Sandoz). Questo centro copre oltre 80825 metri quadrati - abbastanza grande da ospitare 8000 persone.

## Storia
Novartis è creata nel 1996 dalla fusione di Ciba-Geigy e Sandoz Laboratories, entrambe società svizzere. Ciba-Geigy è frutto di un'altra fusione, nel 1970, tra J. R. Geigy (società di Basilea nata nel 1758) e Ciba (anch'essa di Basilea, sorta nel 1859).

### Ciba
Nel 1859 Alexander Clavel (1805-1873) inizia la produzione di fuchsine nella sua fabbrica per lavori di satinatura della seta a Basilea. Nel 1864 è costruito un nuovo sito per la produzione di coloranti sintetici e, nel 1873, Clavel vende la sua fabbrica di tinture alla nuova società Bindschedler and Busch. Nel 1884 Bindschedler e Busch sono trasformati in una società per azioni con il nome "Gesellschaft für Chemische Industrie Basel" (Società per l'industria chimica di Basilea). L'acronimo, CIBA, è adottato come nome dell'azienda nel 1945.

### Geigy
Johann Rudolf Geigy-Gemuseus (1733-1793) inizia a commerciare nel 1758 in "materiali, sostanze chimiche, coloranti e farmaci di ogni tipo" a Basilea. Johann Rudolf Geigy-Merian (1830-1917) e Johann Muller-Pack acquistano un sito a Basilea nel 1857, dove costruiscono un mulino a legna e un impianto di estrazione del colorante. Due anni dopo iniziano la produzione di fucsina sintetica. Nel 1901 costituiscono la società per azioni Geigy e il nome della società è cambiato in JR Geigy Ltd nel 1914. Nel 1925 la JR Geigy Ltd. inizia a produrre ausiliari tessili, un'attività che Ciba rileva nel 1928. Nel 1939 il chimico di Geigy, Paul Hermann Müller, scopre che il DDT era efficace contro gli insetti portatori di malaria. Per questo lavoro ha ricevuto il premio Nobel per la medicina nel 1948.

### Sandoz
Prima della fusione nel 1996 con Ciba-Geigy per formare Novartis, Sandoz Pharmaceuticals (Sandoz AG) era un'azienda farmaceutica con sede a Basilea ed era conosciuta per lo sviluppo di farmaci come Sandimmune per il trapianto di organi, il Clozaril antipsicotico, compresse di Mellaril e tavolette di Serentil per il trattamento di disturbi psichiatrici e compresse di Cafergot e supposte di Torecan per il trattamento dell'emicrania.
La Chemiefirma Kern und Sandoz è fondata nel 1886 da Alfred Kern (1850-1893) e Edouard Sandoz (1853-1928). I primi coloranti prodotti sono alizarinblue e auramina. Dopo la morte di Kern, nel 1895 la società prende il nome di Chemische Fabrik Vormals Sandoz e inizia a produrre l'antipirina contro la febbre. Nel 1899 l'azienda inizia a produrre la saccarina sostitutiva dello zucchero. Ulteriori ricerche farmaceutiche iniziarono nel 1917 con Arthur Stoll (1887-1971), il fondatore del dipartimento farmaceutico di Sandoz nel 1917. Tra le due guerre mondiali Sandoz realizza anche prodotti chimici per tessuti, carta e pelle e nel 1939 prodotti chimici per l'agricoltura. Gli effetti della dietilamide dell'acido lisergico (LSD) sono scoperti nei laboratori Sandoz nel 1943 da Arthur Stoll e Albert Hofmann. La sostanza è commercializzata sino alla metà degli anni sessanta con il nome di Delysid come farmaco psichiatrico, utile per trattare un'ampia varietà di disturbi mentali, dall'alcolismo alla devianza sessuale. Viene poi ritirata dal mercato.
Nel 1967 Sandoz si fonde con Wander AG (conosciuta per Ovomaltine e Isostar). Acquisisce quindi le società Delmark, Wasabröd (produttore svedese di pane croccante) e Gerber Products Company (un'azienda di alimenti per l'infanzia). Nel 1995 cede la sua attività nel settore delle specialità chimiche per formare Clariant che due anni più tardi si fonde con l'azienda specializzata.

### Novartis
Con la fusione del 1996 nasce Novartis che si ritrova ad avere anche la Gerber Products Company, una grossa società di prodotti alimentari per bambini e neonati: sarà venduta nel settembre 2007 a Nestlé per 5,5 miliardi di dollari.
Novartis diventa il maggior produttore al mondo di farmaci generici nel settore dermatologico dopo l'acquisizione di Fougera Pharmaceuticals il 2 maggio 2012 per 429 milioni di dollari. Fougera è integrata nella divisione Sandoz del gruppo.
Nel 2016 il fatturato mondiale della Novartis tocca i 48,5 miliardi di dollari, in linea con quello dell'anno precedente. L'utile netto scende del 5% a 6,7 miliardi di dollari. Il 4 settembre 2017 Joseph Jimenez annuncia di lasciare la guida di Novartis il primo febbraio 2018. Nuovo Ceo è Vasant Narasimhan, capo globale dello sviluppo dei farmaci del gruppo svizzero. Narasimhan, cittadino americano di origini indiane, a soli 41 anni è il più giovane amministratore delegato tra quelli saliti al timone di una "big pharma".
Nel marzo 2018 GlaxoSmithKline annuncia di aver raggiunto un accordo con Novartis per l'acquisizione della partecipazione del 36,5% di Novartis nella loro joint venture Consumer Healthcare, dedicata a prodotti di automedicazione e farmaci da banco, per 13 miliardi di dollari (£ 9,2 miliardi). Nell'aprile dello stesso anno l'azienda utilizza parte dei proventi ricevuti dalla vendita alla GlaxoSmithKline per acquisire AveXis per 218 dollari per azione, quindi 8,7 miliardi di dollari in totale (pari a 7,06 miliardi di euro), ottenendo il composto AVXS-101 usato per il trattamento dell'atrofia muscolare spinale.

## In Italia
La sede centrale italiana di Novartis è a Milano, con sedi distaccate in Piemonte, Emilia-Romagna e Roma. I poli di produzione sono a Torre Annunziata (NA) e a Rovereto (TN).
Nell'ottobre 2012 il Ministero della Salute e l'Agenzia italiana del farmaco
hanno disposto il divieto immediato a scopo cautelativo, e in attesa di ulteriori indagini, dell'utilizzo di 4 vaccini antinfluenzali prodotti negli stabilimenti toscani della Novartis Vaccines and Diagnostics nella provincia di Siena. Il provvedimento si è reso necessario poiché la stessa Novartis Vaccines and Diagnostics ha comunicato il 19 ottobre la presenza di un fenomeno di aggregazione proteica osservato nella produzione dei vaccini influenzali.
Nel 2016 il fatturato della Novartis in Italia è stato di 1,6 miliardi di dollari, in linea con quello dell'anno precedente. I dipendenti in Italia (distribuiti tra la sede centrale di Origgio, gli uffici di Milano e Roma, gli stabilimenti di Torre Annunziata e Rovereto) sono 2.373.

## Prodotti
Alcuni tra i suoi prodotti più noti sono: Afinitor, Anafranil, Benefiber, Cataflam, Clomicalm, Diovan, Exelon, Femara, Fenistil, Fenrepar Glivec, Jakavi, Lamisil, Lotrel, Pursennid, Rasilez, Ritalin, Sandimmun Neoral, Starlix, Tegretol, Tasigna, Trileptal, Vectavir, Venoruton, Zelnorm, Zometa, Zaditen.

## Controversie legali

### Psicofarmaci per l'infanzia
Novartis è stata oggetto di forti polemiche in ordine alla produzione di psicofarmaci per l'infanzia, quali il Ritalin.

### Falsificazione di dati
Nel 2019, Novartis avrebbe comunicato alla FDA la manipolazione di dati statistici al fine di ottenere l'approvazione di una terapia genica per i bambini affetti da atrofia muscolare spinale, pur essendo a conoscenza della loro alterazione mesi prima l'approvazione della suddetta terapia.

### Pratiche pubblicitarie
Nel settembre 2008, la US Food and Drug Administration (FDA) ha inviato una lettera avviso di Ispezione e di indagine penale alla Novartis Pharmaceuticals per quanto riguarda la pubblicità prodotta sul dexmetilfenidato cloridrato (Focalin XR), un farmaco indicato per il trattamento dell'ADHD, ritenendo che l'azienda ha sopravvalutato la sua efficacia, ingannando i professionisti medici.

### No a vaccini gratis
Nel giugno 2009, la Novartis ha rifiutato di fornire i vaccini gratuiti per i poveri dei paesi in via di sviluppo, al fine di contrastare una epidemia di influenza in corso. Daniel Vasella amministratore delegato della Novartis, ha detto al Financial Times che avrebbe preso in considerazione l'offerta di un prezzo scontato per le nazioni a basso reddito. Ciò a differenza di GlaxoSmithKline, che invece avrebbe offerto gratuitamente i suoi vaccini in questa circostanza.

### Caso Myfortic
Secondo the United States Attorney for the Southern District of New York, and Ronald T. Hosko, the Assistant Director of the Federal Bureau of Investigation, Criminal Investigative Division (“FBI”), la Novartis sin dal 2005 avrebbe pagato milioni di dollari per incentivare farmacisti a convincere pazienti trapiantati a utilizzare il proprio farmaco Myfortic indicato per il trattamento preventivo del rigetto al posto di un farmaco altrettanto efficace ma più economico. Cosa questa che avrebbe comportato un danno economico per i programmi Medicare e Medicaid; violando per questo le norme federali che vieterebbero qualunque remunerazione data per favorire qualunque acquisto di farmaci presenti in un programma sanitario federale.

### Caso Trileptal
La Novartis ha pagato una multa di 422,5 milioni di dollari per aver violato le leggi sulla commercializzazione del suo farmaco a base di carbamazepina Trileptal in indicazioni Off-label.

## Filantropia

### Lotta contro la Lebbra
Dal 2000, Novartis è impegnata nell'eliminazione della lebbra attraverso la fornitura gratuita dei farmaci necessari in tutti i paesi in cui la malattia è endemica.